# Intel 4040
4040（よんまるよんまる、と読まれることが多い）はインテルの、4004の次の4ビットマイクロプロセッサである。1974年に発表された。
プロジェクトはフェデリコ・ファジンの発案で開始され、彼がアーキテクチャを考え、設計を主導した。詳細設計を行ったのは、Tom Innes。

## 新機能
- 割り込み
- シングルステップ

## 拡張
- 命令セットは46種から60種に拡張
- プログラムメモリは8Kバイトに拡張
- レジスタは16本から24本に拡張
- 内部サブルーチンスタックは3段から7段に拡張

## 新たな周辺チップ
- 4201 - クロック発生器(500～740kHz) 4～5.185MHzの水晶発振子を使用
- 4308 - 1KバイトROM
- 4207 - 汎用出力ポート
- 4209 - 汎用入力ポート
- 4211 - 汎用I/Oポート
- 4289 - 標準メモリインターフェイス(4008/4009)
- 4702 - 256バイト UVEPROM
- 4316 - 2Kバイト ROM
- 4101 - 256×4ビットワード RAM